# Theta Sagittae
Désignations
θ Sge A : BD+20°4453, GC 27987, HD 191570, HIP 99352, HR 7705, PPM 110544, SAO 88276

Theta Sagittae (en abrégé θ Sge) est une étoile binaire de la constellation boréale de la Flèche. Sa magnitude apparente est de 6,48, ce qui le place à la limite de la visibilité à l'œil nu. D'après la mesure de leur parallaxes annuelles par le satellite Gaia, les deux étoiles sont situées à environ ∼ 145 a.l. (∼ 44,5 pc) de la Terre,.
Les deux étoiles du système sont désignées Theta Sagittae A et B. En date de 2011, B est séparée de A par une distance angulaire de 11,58 secondes d'arc et avec un angle de position de 331,1°. Considérant leur distance, cela correspond à une séparation projetée de 502 ua. La composante primaire, Theta Sagittae A est une étoile jaune-blanc de la séquence principale de type spectral F3V et de magnitude 6,52. Elle est âgée d'environ deux milliards d'années et elle est 52 % plus massive que le Soleil. Le rayon de l'étoile est 45 % plus grand que le rayon solaire, elle est quatre fois plus lumineuse que le Soleil et sa température de surface est de 6 750 K.
Le compagnon, Theta Sagittae B, est une naine jaune de type spectral G5V et de magnitude 8,77. Sa masse vaut 95 % celle du Soleil et son rayon vaut 82 % le rayon solaire. Elle est seulement 52 % aussi lumineuse que le Soleil et sa température de surface est de 5 394 K.
Theta Sagittae est parfois décrite comme une étoile triple, avec un compagnon de septième magnitude situé à 91″. C'est une étoile géante beaucoup plus lointaine qui n'est pas physiquement liée au système. Une étoile moins brillante située à quasiment 3′ a également été répertoriée comme un compagnon par Struve, mais ce n'est qu'une autre association purement optique.